# Aphytis faurei
Aphytis faurei är en stekelart som beskrevs av Annecke 1964. Aphytis faurei ingår i släktet Aphytis och familjen växtlussteklar. Inga underarter finns listade i Catalogue of Life.